# 카날 (영화)
카날(폴란드어: Kanał, 영어: Canal)은 폴란드에서 제작된 안제이 바이다 감독의 1957년 드라마, 전쟁 영화이다. 테레사 이제스카 등이 주연으로 출연하였다.
1957년 칸 영화제에서 심사위원상을 수상했다.

## 출연

### 주연
- 테레사 이제스카
- Tadeusz Janczar
- Wieńczysław Gliński
- Tadeusz Gwiazdowski
- Stanisław Mikulski
- Emil Karewicz
- Maciej Maciejewski
- Vladek Sheybal
- Teresa Berezowska

### 조연
- 타데우즈 그위아즈도스키
- 블라덱 쉐이벌
- 얀 엔글레르트
- 애덤 포리코브스키
- 블라디스로브 코발스키

## 제작진
- 미술: 로먼 만